# Нож (динамическая защита)
«Нож» — модульный комплекс динамической защиты третьего поколения для танков украинского производства, разработанный в 1997—1998 гг. СКТБ ИПП НАНУ совместно с ГП БЦКТ «Микротек», НИЦ «Материалообработка взрывом» ИЭС им. Патона НАНУ и ХКБМ им. Морозова. Был принят на вооружение вооружённых сил Украины в 2003 году; производство организовано на нескольких киевских предприятиях и на 107-м заводе ДЗРХИ (г. Донецк).

## Предпосылки появления
Появление комплекса «Нож» связывают с попыткой преодолеть основные недостатки советской системы динамической защиты «Контакт-1», среди которых — уязвимость элементов защиты к воздействию огня стрелкового оружия и малокалиберной артиллерии, а также — неизбирательность срабатывания, в том числе и тех блоков, которые не участвуют в контакте с атакующим противотанковым боеприпасом.
Основные требования при создании комплекса:
- увеличение надёжности срабатывания,
- повышение эффективности воздействия на бронебойные подкалиберные снаряды при сохранении достигнутого уровня защиты против кумулятивных противотанковых средств,
- обеспечение защиты от действия боеприпасов с «ударным ядром», атакующих в слабозащищённые участки крыши,
- упрощение обслуживания и увеличение ремонтопригодности,
- снижение динамических нагрузок на несущие конструкции бронекорпуса,
- исключение детонации блоков динамической защиты, не вовлеченных напрямую в процесс противодействия атакующему снаряду[4].

## Описание
Принцип действия модульной защиты «Нож» использует уязвимость атакующего кинетического боеприпаса (или кумулятивной струи) в поперечном направлении воздействуя на снаряд при помощи продуктов взрыва удлиненных кумулятивных зарядов (т. н. «кумулятивных ножей»), уложенных в блоки вдоль брони. Как утверждают украинские производители, такое воздействие способно разрушить или дестабилизировать атакующий боеприпас значительно снизив его поражающие характеристики. Данный подход ведет своё начало с экспериментов 1964-72 годов в НИИ Стали, когда он рассматривался как перспективный, однако позднее был вытеснен ставшей ныне традиционной схемой с метанием плоской бронепластины.
Работоспособный комплекс, реализующий данный принцип, был принят на вооружение лишь десятилетия спустя, благодаря применению новейших технологий при изготовлении взрывчатого вещества и расчетов в области оптимизации геометрии профиля заряда и их взаимного расположения, которое обеспечивает при детонации формирование плоских кумулятивных струй с оптимальными для противодействия противотанковым средствам параметрами.
Конструктивно состоит из отдельных блоков размерами 250×125×36 мм или 250×125×26 мм массой 2,8 и 2,1 кг соответственно. Внутри каждого блока размещены профилированные кумулятивные элементы на основе гексогена (RDX), общее количество которых может достигать 7 штук.

## Принцип действия
При подлете средства поражения его кумулятивная струя (кинетический снаряд, ударное ядро) начинает воздействовать на один из основных удлиненных зарядов, который, сработав, начинает влиять на средство поражения.
При этом разлет продуктов детонации сопровождается распространением волн разрежения, которые идут от внешней поверхности заряда к его центру. Эти волны представляют собой дуги кругов. При пересечении волн разрежения, которые идут от кумулятивной выемки и цилиндрической оболочки (облицовка заряда), образуется граница, которая разделяет заряд на две части. Часть взрывного вещества, расположенная ближе к кумулятивной выемке (активная масса заряда), обеспечивает формирование кумулятивной струи основного удлиненного цилиндрического заряда. Другая часть заряда, что осталась, обуславливает разлет продуктов детонации (а также, цилиндрической оболочки) в противоположную от кумулятивной струи сторону.
Вместе с продуктами детонации заряда, кумулятивная струя, будет влиять на средство поражения, разрушая его на отдельные фрагменты и отклоняя его от первоначальной траектории полета. Заряды срабатывают последовательно под влиянием дополнительных удлиненных зарядов, что обеспечивает последовательное воздействие на средство поражения.

## Критика
Сомнения в эффективности динамического принципа, на котором построена защита «Нож» многократно высказывались специалистами самого различного уровня. В качестве основного недостатка указывают на невысокий КПД, нерациональное использование энергии взрыва и низкую результативность воздействия на бронебойный сердечник, который будучи даже разделённым на части сохраняет высокую пробивную способность. Причиной плохой результативности называют тот факт, что взаимодействие «кумулятивных ножей» с сердечником происходит при больших скоростях движения последнего (до 1600 м/с), что приводит к размазыванию направленных кумулятивных потоков по длине сердечника и падению их разрушающего эффекта. Помимо этого подчёркивают уязвимость элементов динамической защиты «Нож» к воздействию от огня малокалиберного вооружения, после которого он может полностью потерять функциональность.
Также отмечается, что динамическая защита «Нож» имеет некоторые преимущества перед советской системой «Контакт-5» только за счёт значительно большего количества взрывчатого вещества (от 1,5 до 2,5 кг по сравнению с 0,5 кг у «Контакт-5»). При этом повышение мощности подрываемого заряда имеет нежелательный побочный эффект в виде значительных динамических нагрузок на соседние модули защиты и узлы танка-носителя, что требует общего повышения прочности и массы всей конструкции танка в целом.

## Страны — эксплуатанты
- Украина — в 2003 году, после завершения испытаний с применением современных отечественных и зарубежных противотанковых средств комплекс был принят на вооружение украинской армии.
- Эфиопия — несколько десятков комплектов[10] для танков T-72UA1, поставленных вооружённым силам Эфиопии в 2011—2013 гг.

По заявлению украинских экспертов, в 2003 году США купили у Украины для испытаний три танка Т-80УД, оснащённых комплектами динамической защиты «Нож».